# 12-й отдельный зенитный артиллерийский дивизион
12-й отдельный зенитный артиллерийский дивизион — воинская часть вооружённых сил СССР в Великой Отечественной войне. Имелось два различных формирования дивизиона в составе сухопутных войск, одно в составе войск ПВО страны, три в составе Балтийского флота и один в составе войск НКВД

## 12-й отдельный зенитный артиллерийский дивизион Западного фронта и 13-й армии
В составе действующей армии с 22 июня 1941 года по 4 октября 1941 года.
На 22 июня 1941 года входил в состав 4-й армии. Был вооружён малокалиберными зенитными орудиями. Постоянно дислоцировался в Бресте, входя в состав 28-го стрелкового корпуса, но очевидно на начало войны, находился на окружном полигоне в районе села Крупки в 120 километрах восточнее Минска. В начале июля 1941 года вошёл в состав 20-й армии, в конце июля 1941 года — в состав 13-й армии и обеспечивал противовоздушную оборону частей и соединений армии до октября 1941 года.
На 1 октября 1941 года базировался в Суземке, имея в составе 295 человек при 5 37-мм зенитных пушках, 6 счетверённых пулемётных установок и 33 прожектора.
В первые дни октября 1941 года уничтожен и 4 октября 1941 года расформирован.

### Подчинение
| Подчинение      | Подчинение        | Подчинение | Подчинение | Подчинение | Подчинение | Подчинение |
| Дата            | Фронт (округ)     | Армия      | Корпус     | Дивизия    | Бригада    | Примечания |
| --------------- | ----------------- | ---------- | ---------- | ---------- | ---------- | ---------- |
| 22.06.1941 года | Западный фронт    | 4-я армия  | -          | -          | -          | -          |
| 01.07.1941 года | Западный фронт    | 4-я армия  | -          | -          | -          | -          |
| 10.07.1941 года | Западный фронт    | 20-я армия | -          | -          | -          | -          |
| 01.08.1941 года | Центральный фронт | 13-я армия | -          | -          | -          | -          |
| 01.09.1941 года | Брянский фронт    | 13-я армия | -          | -          | -          | -          |
| 01.10.1941 года | Брянский фронт    | 13-я армия | -          | -          | -          | -          |

## 12-й отдельный зенитный артиллерийский дивизион 12-й танковой дивизии
Сформирован в составе 12-й танковой дивизии на базе 80-го отдельного зенитного артиллерийского дивизиона 34-й кавалерийской дивизии весной 1941 года в Стрые.
В составе действующей армии с 22 июня 1941 года по 1 сентября 1941 года.
Повторил боевой путь 12-й танковой дивизии. 1 сентября 1941 года обращён на формирование отдельного зенитного артиллерийского дивизиона 129-й танковой бригады.
| Подчинение      | Подчинение         | Подчинение | Подчинение                  | Подчинение            | Подчинение | Подчинение |
| Дата            | Фронт (округ)      | Армия      | Корпус                      | Дивизия               | Бригада    | Примечания |
| --------------- | ------------------ | ---------- | --------------------------- | --------------------- | ---------- | ---------- |
| 22.06.1941 года | Юго-Западный фронт | 26-я армия | 8-й механизированный корпус | 12-я танковая дивизия | -          | -          |
| 01.07.1941 года | Юго-Западный фронт | -          | 8-й механизированный корпус | 12-я танковая дивизия | -          | -          |
| 10.07.1941 года | Юго-Западный фронт | -          | 8-й механизированный корпус | 12-я танковая дивизия | -          | -          |
| 01.08.1941 года | Юго-Западный фронт | -          | 8-й механизированный корпус | 12-я танковая дивизия | -          | -          |

## 12-й отдельный зенитный артиллерийский дивизион СФ, СЗФ, 3-й ударной армии, КалФ, 2ПФ и ЛФ
В составе действующей армии с 25 июня 1941 года по 6 июля 1941 и с 19 июля 1941 по 9 мая 1945 года.
Начал войну в Псковской области, отступая в район Селигера. С осени 1941 года находится на позициях близ Торжка. С лета 1942 года находится в районе Великим Лукам, с осени 1943 года прикрывает небо в районе Невеля. В 1944 году в ходе наступления прошёл Идрицу и Себеж, затем наступает в Прибалтике, закончил войну в боях с войсками, окружёнными в Курляндии

### Подчинение
| Подчинение      | Подчинение              | Подчинение                    | Подчинение | Подчинение | Подчинение | Подчинение |
| Дата            | Фронт (округ)           | Район                         | Корпус     | Дивизия    | Бригада    | Примечания |
| --------------- | ----------------------- | ----------------------------- | ---------- | ---------- | ---------- | ---------- |
| 22.06.1941 года | Северный фронт          | Псковский бригадный район ПВО | -          | -          | -          | -          |
| 01.07.1941 года | Северный фронт          | Псковский бригадный район ПВО | -          | -          | -          | -          |
| 10.07.1941 года | Северо-Западный фронт   | -                             | -          | -          | -          | -          |
| 01.08.1941 года | Северо-Западный фронт   | -                             | -          | -          | -          | -          |
| 01.09.1941 года | Северо-Западный фронт   | -                             | -          | -          | -          | -          |
| 01.10.1941 года | Северо-Западный фронт   | -                             | -          | -          | -          | -          |
| 01.11.1941 года | Северо-Западный фронт   | -                             | -          | -          | -          | -          |
| 01.12.1941 года | Северо-Западный фронт   | -                             | -          | -          | -          | -          |
| 01.01.1942 года | Калининский фронт       | -                             | -          | -          | -          | -          |
| 01.02.1942 года | Калининский фронт       | -                             | -          | -          | -          | -          |
| 01.03.1942 года | Калининский фронт       | -                             | -          | -          | -          | -          |
| 01.04.1942 года | Калининский фронт       | -                             | -          | -          | -          | -          |
| 01.05.1942 года | Калининский фронт       | -                             | -          | -          | -          | -          |
| 01.06.1942 года | Калининский фронт       | -                             | -          | -          | -          | -          |
| 01.07.1942 года | Калининский фронт       | 3-я ударная армия             | -          | -          | -          | -          |
| 01.08.1942 года | Калининский фронт       | 3-я ударная армия             | -          | -          | -          | -          |
| 01.09.1942 года | Калининский фронт       | -                             | -          | -          | -          | -          |
| 01.10.1942 года | Калининский фронт       | -                             | -          | -          | -          | -          |
| 01.11.1942 года | Калининский фронт       | -                             | -          | -          | -          | -          |
| 01.12.1942 года | Калининский фронт       | -                             | -          | -          | -          | -          |
| 01.01.1943 года | Калининский фронт       | -                             | -          | -          | -          | -          |
| 01.02.1943 года | Калининский фронт       | -                             | -          | -          | -          | -          |
| 01.03.1943 года | Калининский фронт       | -                             | -          | -          | -          | -          |
| 01.04.1943 года | Калининский фронт       | -                             | -          | -          | -          | -          |
| 01.05.1943 года | Калининский фронт       | -                             | -          | -          | -          | -          |
| 01.06.1943 года | Калининский фронт       | -                             | -          | -          | -          | -          |
| 01.07.1943 года | Калининский фронт       | -                             | -          | -          | -          | -          |
| 01.09.1943 года | Калининский фронт       | -                             | -          | -          | -          | -          |
| 01.10.1943 года | Калининский фронт       | 3-я ударная армия             | -          | -          | -          | -          |
| 01.11.1943 года | 2-й Прибалтийский фронт | 3-я ударная армия             | -          | -          | -          | -          |
| 01.12.1943 года | 2-й Прибалтийский фронт | 3-я ударная армия             | -          | -          | -          | -          |
| 01.01.1944 года | 2-й Прибалтийский фронт | 3-я ударная армия             | -          | -          | -          | -          |
| 01.02.1944 года | 2-й Прибалтийский фронт | 3-я ударная армия             | -          | -          | -          | -          |
| 01.03.1944 года | 2-й Прибалтийский фронт | -                             | -          | -          | -          | -          |
| 01.04.1944 года | 2-й Прибалтийский фронт | -                             | -          | -          | -          | -          |
| 01.05.1944 года | 2-й Прибалтийский фронт | -                             | -          | -          | -          | -          |
| 01.06.1944 года | 2-й Прибалтийский фронт | -                             | -          | -          | -          | -          |
| 01.07.1944 года | 2-й Прибалтийский фронт | -                             | -          | -          | -          | -          |
| 01.08.1944 года | 2-й Прибалтийский фронт | -                             | -          | -          | -          | -          |
| 01.09.1944 года | 2-й Прибалтийский фронт | -                             | -          | -          | -          | -          |
| 01.10.1944 года | 2-й Прибалтийский фронт | -                             | -          | -          | -          | -          |
| 01.11.1944 года | 2-й Прибалтийский фронт | -                             | -          | -          | -          | -          |
| 01.12.1944 года | 2-й Прибалтийский фронт | -                             | -          | -          | -          | -          |
| 01.01.1945 года | 2-й Прибалтийский фронт | -                             | -          | -          | -          | -          |
| 01.02.1945 года | 2-й Прибалтийский фронт | -                             | -          | -          | -          | -          |
| 01.03.1945 года | 2-й Прибалтийский фронт | 1-я ударная армия             | -          | -          | -          | -          |
| 01.04.1945 года | Ленинградский фронт     | 1-я ударная армия             | -          | -          | -          | -          |
| 01.05.1945 года | Ленинградский фронт     | 1-я ударная армия             | -          | -          | -          | -          |

## 12-й отдельный зенитный артиллерийский дивизион ПВО Балтийского флота
В составе Балтийского флота действовали три зенитных дивизиона за номером 12

### 12-й отдельный зенитный артиллерийский дивизион ПВО
В составе действующей армии с 22 июня 1941 по 9 мая 1945 года.
На начало войны входил в состав 2-го зенитного артиллерийского полка ПВО Балтийского флота, базировался на южном берегу Финского залива в районе фортов «Краснофлотский» («Красная Горка») и «Серая Лошадь». На вооружении дивизиона состояли 76-мм орудия. В 1942—1944 годах оборонял объекты флота на Ораниенбаумском плацдарме. За 1942 год дивизион отчитался о 14 сбитых самолётах, за 1943 — о 16. С 13 января 1943 года 2-й зенитный артиллерийский полк был переименован в 49-й зенитный артиллерийский полк ПВО Балтийского флота
На январь 1944 года полк входил в состав 6-го зенитного артиллерийского полка ПВО Балтийского флота, участвовал в Красносельско-Ропшинской операции, ведя огонь по наземным целям, подавил 4 батареи калибра 105 мм, уничтожил около 200 солдат и офицеров противника.
С октября 1944 года вошёл в состав 49-го зенитного артиллерийского полка ПВО Балтийского флота, вслед за наступлением лета-осени 1944 года перебазируется в Эстонию, в Палдиски. С января 1945 года в составе 9-го зенитного артиллерийского полка Таллинского морского оборонительного района, где и закончил войну.
Командир дивизиона: майор Ивашина Михаил Христофорович с февраля 1942 года по 26 ноября 1944 года.

### 12-й отдельный зенитный артиллерийский дивизионКронштадтскогосектора береговой обороны
В составе действующей армии с 22 июня 1941 по 9 мая 1945 года.
На вооружении дивизиона состояли 76-мм орудия, дивизион прикрывал Кронштадт.

### 12-й отдельный зенитный артиллерийский дивизион 1-й дивизии морской пехоты
В составе действующей армии с 1 февраля 1944 по 9 мая 1945 года.
Повторил боевой путь 1-й дивизии морской пехоты

## 12-й отдельный зенитный артиллерийский дивизион НКВД СССР
Сформирован в составе 4-й дивизии войск НКВД по охране железнодорожных сооружений 20 апреля 1939 года. 1 февраля 1941 года приказом НКВД СССР № 0086 от 28.01.1941 «О передаче зенитных частей войск НКВД по охране железнодорожных сооружений в ведение Наркомата обороны» во исполнения совместного приказа НКО/НКВД СССР от 27.01.1941 «О передаче зенитных частей и подразделений войск НКВД СССР по охране железнодорожных сооружений в ведение НКО» Постановления СНК СССР от 25.01.1941 «Об организации авиационной обороны» 12-й отдельный зенитно-артиллерийский дивизион дивизии передан в состав Красной Армии.